# Leycesteria thibetica
Leycesteria thibetica là một loài thực vật có hoa trong họ Kim ngân. Loài này được H.J. Wang mô tả khoa học đầu tiên năm 1978.